# Prefetti della provincia di Lecco
Elenco completo dei prefetti della provincia di Lecco dal 1995.

## Repubblica italiana
- Piero Giulio Marcellino (6 novembre 1995 - 9 luglio 2000)
- Giuseppina Di Rosa (10 luglio 2000 - 2 dicembre 2001)
- Antonio Pagnozzi (3 dicembre 2001 - 31 agosto 2003)
- Roberto Aragno (30 dicembre 2003 - 9 gennaio 2006)
- Carlo Fanara (10 gennaio 2006 - 3 gennaio 2007)
- Nicola Prete (4 gennaio 2007 - 29 agosto 2010)
- Marco Valentini (30 agosto 2010 - 15 aprile 2012)
- Antonia Bellomo (14 maggio 2012 - 1º febbraio 2015)
- Liliana Baccari (25 giugno 2015 - 31 marzo 2019)
- Michele Formiglio (01 aprile 2019 - 02 novembre 2020)
- Castrese De Rosa (03 novembre 2020 - 06 marzo 2022)
- Sergio Pomponio (dal 14 aprile 2022)